# Haploidizace
Haploidizace je proces tvorby haploidní buňky (obvykle z diploidní buňky).
Haploidní buňka má pouze jednu sadu chromozómů. U savců jsou haploidní buňky prakticky jen spermie či vajíčka.

## Haploidizace lidských buněk
V případě člověka, respektive lidských buněk, jde tedy o odebrání poloviny chromozomů z buňky za účelem vytvoření pohlavní buňky s vidinou jejího využití při reprodukci. Laboratorní pokusy v této oblasti si kladou za cíl buďto nahradit poškozené chromozomy spermie odebráním materiálu z jiné buňky a separací poloviny chromozomů = haploidizací a jejich následné dodání - vyměnění za poškozené a takto vzniklou pohlavní buňku dodat do vajíčka (které má kompletní chromozomovou výbavu, ale po proniknutí spermie polovinu samo selektuje), nebo jiné zásahy do přirozené reprodukce s terapeutickým účinkem. Teoreticky otvírá možnost párům stejného pohlaví mít spolu "vlastní" dítě.
Je evidentní že využití haploidizace může mít silný etický rozměr, na který se v dnešní vědě často zapomíná.